# هاف 604
HAF 604 هي شهادة للمكونات الخاصة بمحطات الطاقة النووية في الصين التي تمت صناعتها خارج الصين، يحتاج مُصدرو هذه المكونات المتعلقة بالسلامة إلى هذه الشهادة لاستيراد المكونات إلى الصين، و السُلطة المسؤولة عن التصديق على هذه المكونات لمحطات الطاقة النووية هي الإدارة الوطنية للسلامة النووية.

## قوانين
القوانين الخاصة بشهادة الهاف 604 هي «قواعد الإشراف والإدارة الخاصة بالمُعدات النووية المدنية المُستوردة»، وتحديد مُتطلبات السلامة لهذه المُعدات الخاصة بالسلامة، وعلاوةً على ذلك، فإنه يحكم الإدارة الخاصة بتلك المواد تطبيقات من الشركات المُصنعة غير الصينية فيما يتعلق بالتصنيع، وكذلك تركيب المكونات المُتعلقة بالسلامة لمحطات الطاقة النووية إلى جانب التصنيع، كما تُحدد اللائحة مُتطلبات اختيار السلامة الإلزامية لعملية التصدير.
يجب تمييز HAF 604  عن HAF 601  والذي يتعامل مع اللوائح المحلية الخاصة بمعدات السلامة المدنية )الصينية) النووية. بحلول مايو لعام 2013م، حصلت 191 شركة صينية بالفعل على شهادة HAF 601 ، في حين حصلت 217 شركة أجنبية على شهادة HAF 604، وفقا لنشرة عام 2013م من قبل وزارة التجارة الأمريكية – الخدمات التجارية والاستشارية شركة مجموعة نيكوبار، فإن ما يقرب من ثلثي الشركات الأجنبية التي حصلت على شهادات بهذا التاريخ كانت شركات أمريكية أو فرنسية أو ألمانية.

## وصلات خارجية
السُلطة الصينية